# Trương Phu Duyệt
Trương Phu Duyệt (chữ Hán: 張孚説) hay Trương Phu Thuyết (1476-?) là một đại thần thời Lê sơ, đỗ hoàng giáp năm 1505, làm quan đến thượng thư bộ Lại.

## Thân thế
Trương Phu Duyệt là người xã Kim Đâu (Lam Sơn) huyện Thanh Miện (Hải Dương).

## Sự nghiệp
Ông đậu chính tiến sĩ (hoàng giáp) khoa Ất Sửu năm 1505 niên hiệu Đoan Khánh lúc 30 tuổi. Tháng 2 âm lịch năm 1513, Trương Phu Duyệt từng đi sứ Minh với Nguyễn Trang và Nguyễn Si, sau làm đến chức Lại bộ thượng thư. Khi Mạc Đăng Dung giành ngôi nhà Lê sơ, ông bị bắt thảo chiếu truyền ngôi nhưng ông mắng Đăng Dung và không chịu viết nên bị bãi về làng.

## Vinh danh và thờ phụng
Trương Phu Duyệt có đền thờ tại Đình Xuân Quan ở Văn Giang, Hưng Yên. Ông còn là thành hoàng của hai thôn Kim Trang Tây và Kim Trang Đông ở xã Lam Sơn.

## Nhận định
Theo Phan Huy Chú, do không theo nhà Mạc, Trương Phu Duyệt được khen là có tiết nghĩa. Phan Huy Chú có viết một mục về ông trong Lịch triều hiến chương loại chí phần "Nhân vật chí", ở quyển "Bề tôi tiết nghĩa".